# Planicephalus christinae
Planicephalus christinae är en insektsart som beskrevs av Keti Maria Rocha Zanol 1998. Planicephalus christinae ingår i släktet Planicephalus och familjen dvärgstritar. Inga underarter finns listade i Catalogue of Life.